# Horváth István (labdarúgó, 1925)
Horváth István (1925–2013) magyar labdarúgó, csatár.

## Pályafutása
1947 decemberében igazolt a Kispesthez. 1952-ig a Bp. Honvéd labdarúgója volt. A kispesti csapattal három bajnoki címet és egy ezüstérmet nyert. Az 1953-as és 1954-es idényben a Csepeli Vasas csapatában játszott. 1955 februárjában a Vörös Meteor játékosa lett.
1949–1954 között az élvonalban 114 bajnoki mérkőzésen szerepelt és 21 gólt szerzett.

## Sikerei, díjai
- Magyar bajnokság
  - bajnok: 1949–50, 1950 ősz, 1952
  - 2.: 1951
- A Magyar Népköztársaság kiváló sportolója (1951)[5]